# 井口玲音
井口 玲音（いぐち れいね、1981年1月19日 - ）は、日本のフリーアナウンサー、女優、防災士。血液型はO型。ニックネームはレイネコ、イグリンなど。

## 経歴
神奈川県横浜市の出身、埼玉県で育つ。西武台高校、淑徳大学国際コミュニケーション学部卒。高校時代は女子初となる生徒会長を務めた。大学時代はチアリーダー部を結成しキャプテンを務めた。その時の顧問が北野大教授であった。「ミス淑徳」、テレビ朝日アスク卒業生。
- 2003年 - 瀬戸内海放送（KSB）へ入社。ニュース・制作番組ともに人気番組を数多く務めた。
- 2005年 - KSBを退社し、フリーアナウンサーとなり三桂に所属。
- 2007年 - 出身大学である淑徳大学入学式の司会・進行を務める。
- 2010年
  - 3月15日 - 全ての出演番組を「卒業」し、ミュージカル女優への転身を発表。
  - 3月31日 - 三桂を退社。しばらくはフリーランスで活動。
- 2011年
  - 9月11日 - オフィシャルブログにて結婚を発表[1]。
- 2012年
  - 12月31日 - オフィシャルブログにてホリプロに所属した事を報告[2]。ただし、ホリプロの公式サイトでは同月上旬時点で、すでにプロフィールが掲載されている。
- 2014年
  - 10月7日 - オフィシャルブログで第一子（長男）の出産を報告[3]。
- 2015年
  - 同年3月より家族でニューヨークに生活拠点を移す。
- 2018年
  - 同年春ごろに家族で日本に帰国した。

## 出演番組

### テレビ
- ニュースモーニングサテライト（テレビ東京、2005年10月3日 - 2010年3月26日）天気キャスター
- Do!カルチャー（日テレG+、- 2010年4月）リポーター
- Just Japan plus（tvk、2008年4月 - 2009年3月）アシスタント
- 週刊!健康カレンダー カラダのキモチ（中部日本放送）不定期リポーター
- あさカブ（テレビ東京、2009年2月2日 - 2009年12月30日）司会
- 美しき青木・ド・ナウ（テレビ朝日、2009年2月16日） - ビビる大木のお見合い企画の候補者の1人としてゲスト出演。
- ハナサカ（BS-TBS、2009年4月26日 - 2010年3月21日）
- 金曜プレステージ 淋しい狩人（フジテレビ、2013年9月20日）

### ラジオ
- 中西哲生のなでしこ応援団（文化放送、2007年10月 - 2008年3月）
- 歌謡プレミアムテン（スターデジオ）
- 音楽の玉手箱（スターデジオ）
- 土曜朝イチエンタ。堀尾正明+PLUS!（TBSラジオ） - 2008年11月15日。田中雅美の代理アシスタント
- OH! HAPPY MORNING(JFNC/月-金/7:30-10:55/2013年4月-/水・木曜を担当)

### CM
- アート引越センター
- サントリー酒類
- アサヒ産業

### KSB時代
- KSBスーパーJチャンネル街ネタスクープマガジン　岡山VS香川/得だ値調査隊
- KSBニュースview
- くるりん香川
- 木村シェフ&玲音の「今夜の奥様はシェフ」
- サタデーくらしき
- 中四国ネット特番「ふるさと駅弁大賞」KSB代表アナ
- 「ニューカレドニア不思議な海の仲間達」特番リポーター
- 高校野球「目指せ甲子園!」MC
- 香川西高校 甲子園出場記念特番「俺達の全員野球」ナレーション
- テレメンタリー「ひきこもりの遍路道」ナレーション

### 舞台
- 上等な、死因（弾丸MAMAER、2010年）